# マルティン・リネス
マルティン・リンネス（Martin Linnes, 1991年9月20日 - ）はノルウェーのサッカー選手。ポジションはディフェンダー。ガラタサライSK所属。

## 経歴
2012年にモルデFKに移籍した。
2016年1月、ガラタサライSKに200万ユーロで移籍した。

## タイトル
ガラタサライ
- スュペル・リグ：2018-19